# Ral·li d'Alsàcia
El Ral·li d'Alsàcia, també conegut com el Ral·li de França - Alsàcia, va ser un ral·li del Campionat Mundial de Ral·lis que es va disputar entre 2010 i 2014, el qual va substituir al Tour de Còrsega com a prova francesa del Campionat Mundial, celebrant-se, a més a més, a la regió del aleshores gran dominador del Mundial Sébastien Loeb i aprofitant el precedent del Ral·li d'Alsàcia - Vosges.
La seva base logística estava entorn de la ciutat d'Estrasburg i solament es va disputar durant cinc edicions. Degut a la manca de suport econòmic, el Ral·li d'Alsàcia va deixar de disputar-se, tornant a ser a continuació la prova francesa del Mundial novament el Tour de Còrsega.

## Palmarès
| Any  | Pilot              | Copilot          | Vehicle               | Ref.  |
| ---- | ------------------ | ---------------- | --------------------- | ----- |
| 2010 | Sébastien Loeb     | Daniel Elena     | Citroën C4 WRC        | [ 3 ] |
| 2011 | Sébastien Ogier    | Julien Ingrassia | Citroën DS3 WRC       | [ 4 ] |
| 2012 | Sébastien Loeb     | Daniel Elena     | Citroën DS3 WRC       | [ 5 ] |
| 2013 | Sébastien Ogier    | Julien Ingrassia | Volkswagen Polo R WRC | [ 6 ] |
| 2014 | Jari-Matti Latvala | Miikka Antila    | Volkswagen Polo R WRC | [ 7 ] |